# Billy Magnussen
William Gregory (Billy) Magnussen (New York, 20 april 1985) is een Amerikaans acteur.

## Biografie
Magnussen werd geboren in de New Yorkse borough Queens, en op tienjarige leeftijd verhuisde hij met zijn familie naar Cumming (Georgia). Hij studeerde aan de North Carolina School of the Arts in Winston-Salem.

## Filmografie

### Films
Uitgezonderd korte films.
- 2025 Lilo & Stitch - als agent Wendell Pleakley
- 2024 Reunion - als Evan West
- 2024 Road House - als Ben Brandt
- 2024 Lift - als Magnus
- 2022 Family Squares - als Robert
- 2021 No Time to Die - als Logan Ash
- 2021 The Many Saints of Newark - als Paulie 'Walnuts' Gualtieri
- 2021 The Survivor - als Schneider
- 2019 Aladdin - als Prince Anders
- 2019 Velvet Buzzsaw - als Bryson
- 2018 The Oath - als Mason
- 2018 Joseph Pulitzer: Voice of the People - als William Randolph Hearst
- 2018 Game Night - als Ryan
- 2017 Ingrid Goes West - als Nicky Sloane
- 2016 Birth of the Dragon - als Steve McKee
- 2015 The Big Short - als Mortgage Broker
- 2015 The Great Gilly Hopkins - als Ellis
- 2015 Bridge of Spies - als Doug Forrester
- 2015 The Meddler - als Ben
- 2015 I Smile Back - als Zach
- 2014 Into the Woods - als prins van Rapunzel
- 2014 Revenge of the Green Dragons - als rechercheur Boyer
- 2014 The Money - als Greg Castman
- 2013 The East – als Porty
- 2012 2nd Serve – als Lingo
- 2012 Surviving Family – als Alex D'Amico
- 2012 The Brass Teapot – als Arnie
- 2011 Damsels in Distress – als Thor
- 2011 The Lost Valentine – als Neil Thomas
- 2010 Choose – als Paul
- 2010 Twelve – als Claude
- 2009 Blood Night – als Eric
- 2009 Happy Tears – als Ray

### Televisieseries
Uitgezonderd eenmalige gastrollen.
- 2024 The Franchise - als Adam - 2 afl.
- 2021 - 2022 Made for Love - als Byron Gogol - 16 afl.
- 2021 Unwanted - als Grant - 8 afl.
- 2018 - 2020 The Bold Type - als Billy Jeffries - 2 afl.
- 2018 - 2019 Tell Me a Story - als Nick Sullivan - 10 afl.
- 2018 Maniac - als Jed Milgrim - 7 afl.
- 2017 - 2025 Black Mirror - als Karl Plowman - 2 afl.
- 2017 Get Shorty - als Nathan Hill - 6 afl.
- 2017 Unbreakable Kimmy Schmidt - als Russ Snyder - 2 afl.
- 2016 American Crime Story - als Kato Kaelin - 3 afl.
- 2014 The Divide - als Eric Zale - 4 afl.
- 2012 Boardwalk Empire – als Roger – 2 afl.
- 2012 CSI: Crime Scene Investigation – als rechercheur Michael Crenshaw – 2 afl.
- 2008 - 2010 As the World Turns – als Casey Hughes – 198 afl.
- 2009 The Beautiful Life – als Alex Marinelli – 3 afl.